# Terereoturaukawa Falls
Die Terereoturaukawa Falls sind ein Wasserfall bislang nicht ermittelter Fallhöhe im Waitotara Forest in der Region Taranaki auf der Nordinsel Neuseelands. Er liegt im Lauf des Omaru Stream, der einige Kilometer hinter dem Wasserfall in südwestlicher Fließrichtung und unweit der Terereohaupa Falls in den Waitōtara River mündet.